# Remko Pasveer
Remko Pasveer, né le 8 novembre 1983 à Enschede (Pays-Bas), est un footballeur international néerlandais qui évolue au poste de gardien de but à l'Ajax Amsterdam.

## Biographie

### En équipe nationale
Le 11 novembre 2022, il est sélectionné par Louis van Gaal pour participer à la Coupe du monde 2022et devient le 3éme gardien le plus âgé lors de sa sélection après le Hongrois Gabor Kiraly et Willy Cabellero.

## Palmarès

### En Club
PSV Eindhoven
- Championnat des Pays-Bas
  - Champion en Championnat des Pays-Bas en 2015

 Ajax Amsterdam
- Championnat des Pays-Bas
  - Champion en 2022

### En sélection
Pays-Bas espoirs
- Championnat d'Europe espoirs
  - Vainqueur (1) : 2006